# タラクシア人
タラクシア人（Talaxian）はアメリカのSFテレビドラマ『スタートレック』シリーズに登場する架空のヒューマノイド型異星人。

## 概要
地球から75000光年離れたデルタ宇宙域深部、タラックス星とその衛星ライナックスを起源とする種族。
外見はトウモロコシを思わせる皮膚の斑点やモヒカンのような頭髪など、それまでの惑星連邦周辺では見られなかった独特の愛嬌がある外見をしている（歴代のスタートレックシリーズのレギュラーに必ず一人は存在する「最も凝ったメイクをしたキャラ」である）。男女とも外見はほぼ同じで、男性は顎の横に毛を生やしている。これは性感帯でもある。
なお名前や地名などの固有名詞に必ず “x”（日本語ではク+サ行）が入る。

## 歴史
タラクシア人は母星のタラックスやその衛星ライナックスに住んでいたが、地球暦の2345年ごろからおよそ10年間に渡ってハーコニア人と戦争をする。戦争末期、ハーコニアは大量破壊兵器メトリオン爆弾を多くの一般市民のタラクシア人が住むライナックスに落とし、30万人を大量虐殺、ライナックスを分厚い致死性放射能の雲が覆う死の星へと変えた。タラクシアは2356年にハーコニアに無条件降伏し、支配されることを嫌った種族の多くが流浪の民となった。このためニーリックスに限らずタラクシア人は、メトリオン爆弾やハーコニア人に強い憎しみを持っている。(VOY15話「殺人兵器メトリオン」)
流浪のタラクシア人の一部には、何らかの手段を用いて3万光年以上離れた場所に行き着いた者たちもいた。(VOY169話「帰り行く処」)

## 社会
陽気で温厚な種族であるが、現在多くが貧しい流浪生活を送っており、中には詐欺行為に手を出す者もいる。(VOY55話「密売人」)
タラクシア料理は独特のスパイスを豊富に使用しており、異星人の口には合いにくい。
タラクシア人には遠縁にはマイリーン人がおり、両者の婚姻もしばしば行われる。タラクシア人と比べると体の色や模様がさらに独特で、きつい体臭を持つ。(VOY75話「DNAに刻まれた悪夢」)
タラクシア艦隊はまだ活動しており、U.S.S.ヴォイジャーの危機に他のタラクシア艦隊が駆けつけるなど実質的な同盟関係にある。(VOY43話「ケイゾン総攻撃　後編」)

## 代表的なタラクシア人
- ニーリックス　ただし、曽祖父が近縁のマイリーン人で1/8その血が入っており、純粋なタラクシア人ではない。